# Chen Kugel

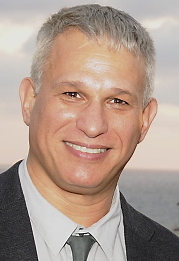
Chen Kugel, 2015

Chen Kugel (hebräisch חן קוגל; geboren am 14. Mai 1962 in Cholon) ist ein israelischer forensischer Pathologe und Direktor des Nationalen Zentrums für Forensische Medizin in Tel Aviv.

## Leben
Kugel studierte an der Ben-Gurion-Universität im Negev in Beʾer Scheva, Israel.
Dort promovierte er 1987 zum Doktor der Medizin.
Von 1988 bis 1990 war Kugel leitender medizinischer Offizier der Israelischen Marine der Israelischen Verteidigungsstreitkräfte (IDF).
Anschließend arbeitete er von 1990 bis 1992 als medizinischer Ausbilder an der militärischen Medizin-Schule.
Seit 1991 hatte Kugel eine Stelle als Pathologe am Nationalen Zentrum für Forensische Medizin und war seit 1993 Ausbilder an der Sackler-Fakultät für Medizin der Universität Tel Aviv.
Von 1993 bis 1996 und 1999 war er Koordinator am Technion in Haifa.
Seit 1994 ist er Coordinator und Dozent für Rechtsmedizin an der Ben-Gurion-Universität in Beʾer Scheva.
Von 1994 bis 1996 hielt Kugel Vorlesungen an der Universität Haifa.
Kugel erweiterte seine Kenntnisse in den Jahren von 1996 bis 1998 an den forensischen Instituten an den Universitäten Kapstadt, Melbourne, University of Sheffield und am American College of Radiology in Washington, D.C.
1998 arbeitete er in Israel im Büro der Streitkräfte als Rechtsmediziner.
2005 musste Kugel seine Arbeit am Nationalen Zentrum für Forensische Medizin aufgeben, weil er Missstände im Umgang mit Leichen und der Verwendung von aus den Leichen entnommenen Organen öffentlich kritisiert hatte.
Der von Kugel kritisierte verantwortliche Direktor Jehuda Hess verlor zwar seinen Direktorposten, blieb aber Chefpathologe des Zentrums.
Erst als 2012 Jehuda Hess entlassen wurde und 2013 in den Ruhestand ging, konnte Kugel an das Zentrum zurückkehren.
In den Jahren zwischen 2005 und 2013 hatte Kugel ein privates pathologisches Institut.
Seit 2013 ist Kugel Direktor des Nationalen Zentrums für Forensische Medizin Abu Kabir in Tel Aviv.

## Mitgliedschaften
Kugel war von 1982 bis 1989 Vorsitzender der Abteilung Cholon der Magen David Adom-Israel-Emergency-Medicine-Services.
Von 1986 bis 1989 war er Mitglied des Nationalrates und von 1988 bis 1989 Mitglied des Exekutivkomitees.
Seit 1988 ist er Mitglied des Militärischen Sanitätsdienstes und seit 1992 Oberbefehlshaber der Spurensicherung des IDF.
Kugel ist Mitglied der Israelischen Gesellschaft für Pathologie, der Israelischen Gesellschaft für Toxikologie und der American Academy of Forensic Sciences.

## Auszeichnungen und Engagement
Für seinen Einsatz gegen die Missstände im Nationalen Zentrum für Forensische Medizin Abu Kabir wurde Kugel 2007 mit einer Medaille als „Kämpfer gegen die Korruption“ ausgezeichnet.
Kugel ist homosexuell und Aktivist in der LGBT-Gemeinschaft in Israel.

## Privates und Hobbys
Kugel ist der Sohn von Jehuda und Rivka (geborene Roiter) Kugel.
Er ist Enkel von Chaim Kugel, der Direktor des hebräischen Gymnasiums in Mukatschewo und Bürgermeister von Cholon war.
In seiner Freizeit betätigt sich Kugel als Jazz-Pianist und Jazzflötist und arrangiert Jazz-Bands.
In seiner Jugend spielte er in der Aufwärmband für Yafa Yarkoni.

## Filmografie
Chen Kugel trat als er selbst, Direktor des Pathologie-Institutes, auf in den Dokumentarfilmen:
- Shadow of Truth (TV-Miniserie)
  - The Scapegoat (Staffel 1, Episode 2)
  - Friends or Foes? (Staffel 1, Episode 3)
- Ani Bialik (Dokumentarfilm)